# Вчерашни целувки
„Вчерашни целувки“ е български игрален филм (трагикомедия) от 2007 година, по сценарий на Юрий Дачев.

## Актьорски състав
- Георги Калоянчев
- Стоянка Мутафова